# Erythrodiplax fulva
Erythrodiplax fulva är en trollsländeart som beskrevs av Borror 1957. Erythrodiplax fulva ingår i släktet Erythrodiplax och familjen segeltrollsländor. IUCN kategoriserar arten globalt som livskraftig. Inga underarter finns listade i Catalogue of Life.